# 友鹿金氏
友鹿金氏（韓語：우록 김씨），是朝鮮金海金氏一個分支。

## 历史
始祖是萬曆朝鮮之役時日本降將沙也可，他後被賜名金忠善並加入金海金氏，後定居慶尚南道晉州並娶當地兩班之女為妻。
因他與金海金氏本無血緣關係，因此他成為了友鹿金氏這分派的始祖。現在人口有7000人。